# LRGB

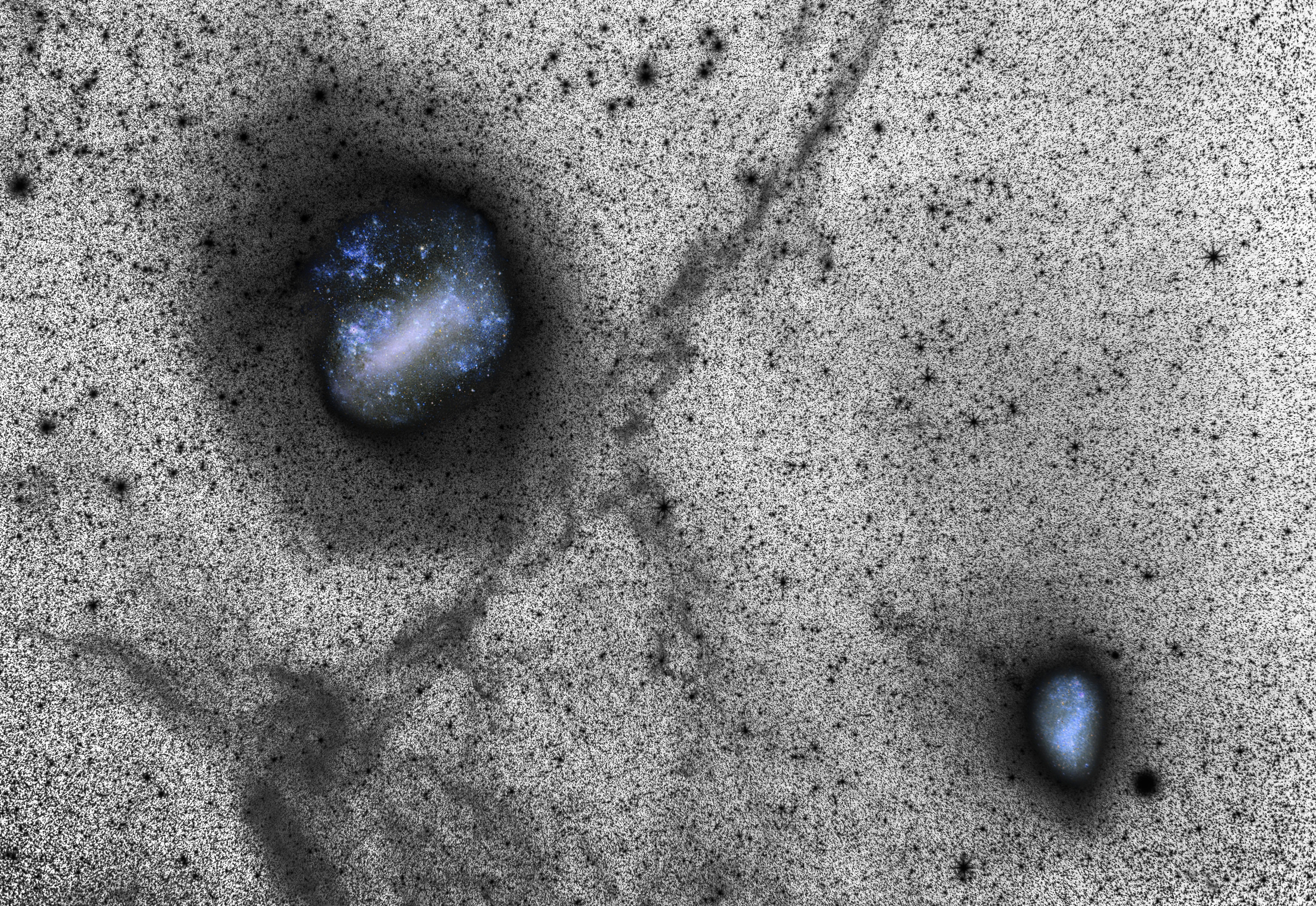
Глубокий обзор Большого и Малого Магеллановых облаков, снятый с помощью метода LRGB.

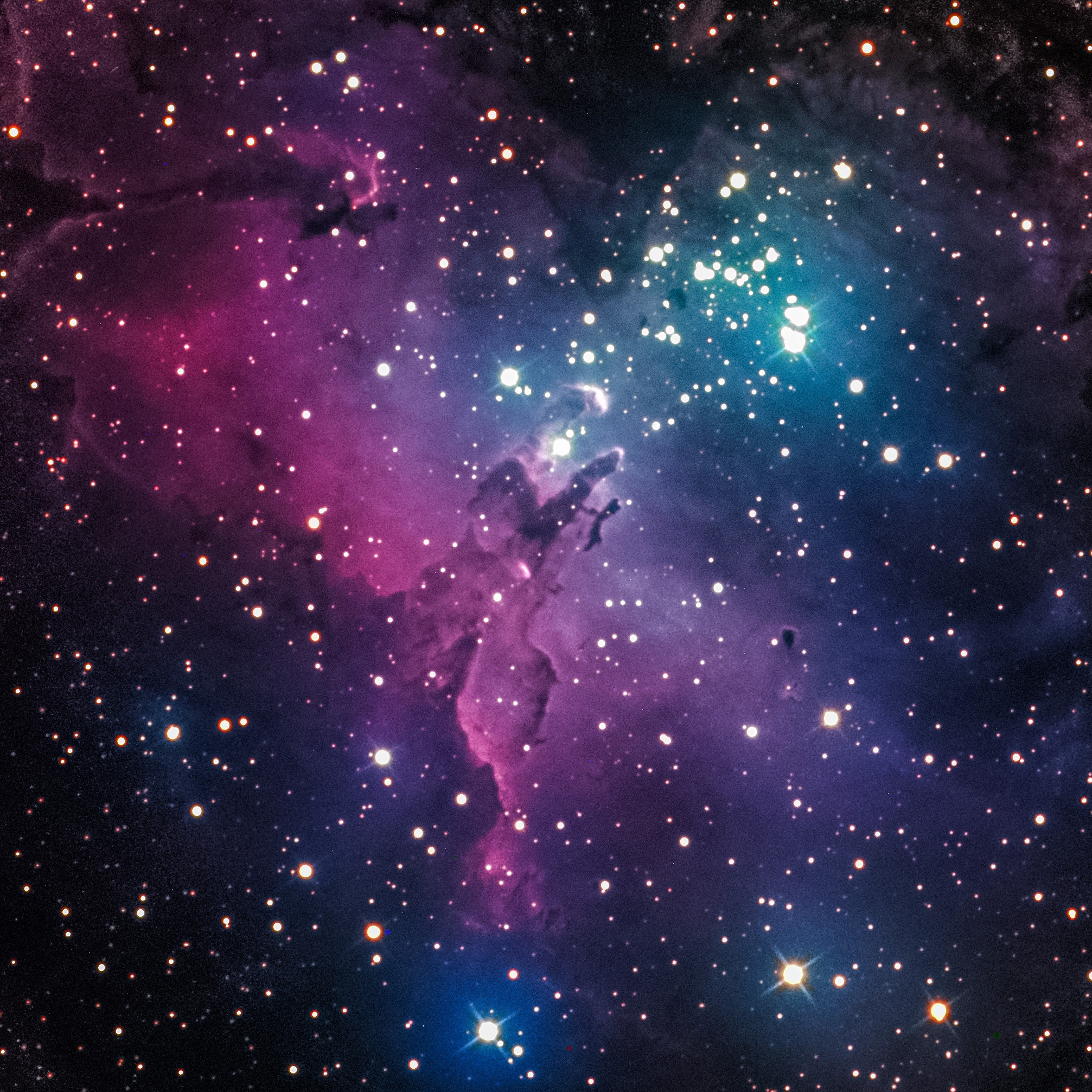
Фото туманности Орёл, сделанное методом LRGB.

LRGB (аббревиатура английских слов: Luminance, Red, Green, Blue — яркость, красный, зелёный, синий) или ЯКЗС — техника фотографии, используемая в любительской астрономии для получения цветных фотографий хорошего качества путём объединения высококачественного чёрно-белого изображения с цветным изображением более низкого качества.
В любительской астрономии проще и дешевле получать чёрно-белые изображения хорошего качества с высоким соотношением сигнал/шум. Для получения качественных цветных изображений используется метод LRGB, когда информация о цвете из цветного изображения комбинируется с общей яркостью, полученной из чёрно-белого изображения. Качественное чёрно-белое изображение получают как правило при длительной экспозиции, цветное изображение получают либо при помощи фильтров, либо берётся один из RGB-каналов, где наименьший уровень шума.
Теория эффективности методов LRGB связана с работой цветового восприятия зрения человека. Палочковые клетки в человеческом глазу чувствительны к яркости и пространственным данным, в то время как колбочки чувствительны к цветовосприятию. Существует три типа колбочек: чувствительные к красному, чувствительные к зелёному и чувствительные к синему. Таким образом, каждый элемент LRGB нацелен на один тип фоторецепторных клеток в человеческом глазу.